# Time-lapse

Time-lapse de um pêssego em estado de decomposição por mofo.

Fotografia time-lapse ou Câmera-Rápida é um processo cinematográfico em que a freqüência de cada fotograma ou quadro por segundo de filme é muito menor do que aquela em que o filme será reproduzido. Quando visto a uma velocidade normal, o tempo parece correr mais depressa e assim parece saltar (lapsing). A fotografia time-lapse pode ser considerada a técnica oposta à fotografia de alta-velocidade.
Alterações que normalmente surgem como sutis aos nossos olhos, como o movimento do Sol e das estrelas no céu, tornam-se evidentes. O time-lapse é a versão extrema de uma técnica cinematográfica de manipulação lenta e pode ser por vezes confundida com animação de paragem de movimento.